# Adora Anae
Adora Anae (Punaluu, 1º ottobre 1996) è una pallavolista statunitense, schiacciatrice delle Vegas Thrill.

## Carriera

### Club
La carriera di Adora Anae inizia nei tornei scolastici delle Hawaii, giocando per la Kahuku H&IS. Dopo il diploma gioca a livello universitario per la Utah, partecipando alla NCAA Division I dal 2014 al 2017 e, pur non ottenendo alcun risultato di rilievo con la sua squadra, riceve qualche riconoscimento individuale, risultando inoltre la prima giocatrice del suo programma inserita nell'All-America First Team.
Nella stagione 2018-19 firma il suo primo contratto professionistico, selezionata dopo un draft dalle IBK Altos, nella V-League sudcoreana: dopo due annate con la formazione asiatica, approda in Turchia nel campionato 2020-21, disputando la divisione cadetta col Bolu, conquistando la promozione in Sultanlar Ligi. Viene quindi ingaggiata a Porto Rico dalle Criollas de Caguas per la Liga de Voleibol Superior Femenino 2021, conquistando lo scudetto. Nel campionato seguente approda a stagione in corso nella Superliha ucraina, dove gioca per il Prometej, venendo tuttavia costretta a lasciare anzitempo il club, a causa della crisi russo-ucraina.
Torna quindi a Porto Rico per la Liga de Voleibol Superior Femenino 2022, indossando nuovamente la casacca delle Criollas de Caguas e venendo inserita nell'All-Star Team del torneo. Nella stagione 2022-23 è invece di scena in Grecia, dove partecipa alla Volley League con il Panathīnaïkos e si aggiudica lo scudetto. Torna quindi in patria, dove disputa la Pro Volleyball Federation 2024 con le Orlando Valkyries e nel corso della Pro Volleyball Federation 2025 si trasferisce alle Vegas Thrill.

### Nazionale
Nel 2018 debutta nella nazionale statunitense, vincendo la medaglia d'oro alla Coppa panamericana.

## Palmarès

### Club
- Campionato portoricano: 1

2021
- Campionato greco: 1

2022-23

### Nazionale (competizioni minori)
- Coppa panamericana 2018

### Premi individuali
- 2016 - All-America Second Team
- 2017 - All-America First Team
- 2017 - NCAA Division I: Stanford Regional All-Tournament Team
- 2022 - Liga de Voleibol Superior Femenino: All-Star Team